# 윌리엄 로이드 개리슨
윌리엄 로이드 개리슨(William Lloyd Garrison, 1805년 12월 10일 미국 매사추세츠주 뉴버리포트 ~ 1879년 5월 24일 미국 뉴욕주 뉴욕시)은 미국의 노예제 폐지론자, 언론인이자 사회 운동가이다. 노예 폐지를 주장한 신문 《해방자》(The Liberator)를 1831년에 창간하여 미국 수정 헌법 제13조로 노예제가 폐지된 1865년까지 발행했다. 개리슨은 본래 기독교 평화주의에 근거한 무정부주의적 견지에서 노예제 폐지를 주장하였으나, 남북 전쟁이 발발하자 무장 투쟁과 링컨 행정부를 지지했다. 미국 노예제 폐지협회의 창립자 중 하나였던 개리슨은 즉각적이고 보상없는 노예제 폐지를 주장했으며, 1870년대에는 여성 참정권 확대를 주장했다.